# Любомирский, Юзеф (1751)
Князь Юзеф Любомирский (пол. Józef Lubomirski, 1751 — июль 1817, Ровно) — крупный польский магнат, генерал-лейтенант польской армии, каштелян киевский (1790—1795), воевода черниговский, староста романувский (с 1774 года), масон, участник Тарговицкой конфедерации.

## Биография
Происходил из вишневецкой линии княжеского рода Любомирских. Третий сын воеводы брацлавского и киевского Станислава Любомирского (1704—1793) и Людвики Поцей (ум. 1786).
В 1774 году Юзеф Любомирский стал старостой романувским и командиром панцирной хоругви. В 1786-1788 годах — шеф 12-го коронного пехотного полка, затем 5-го коронного пехотного полка. В 1792 году получил чин генерал-лейтенанта.
В мае 1791 году Юзеф Любомирский поддержал принятие новой польской конституции, но не стал участвовал в русско-польской войне 1792 года. Присоединился к Тарговицкой конфедерации и остался командиром 4-й дивизии в Каменце-Подольском.
12 декабря 1790 года князь Юзеф Любомирский получил должность каштеляна киевского.
Один из самых богатых польских магнатов. Ему принадлежал город Ровно с окрестными селами. В своих владениях основывал мануфактуры и фабрики.
Известный польский масон. Кавалер Ордена Белого Орла и Ордена Святого Станислава.

## Семья
В 1776 году Юзеф Любомирский женился на Людвике Сосновской (1751—1836), дочери польного гетмана литовского Юзефа Сосновского и Теклы Деспот-Зенович. Дети:
- Генрик Людвик (1777—1850), 1-й ординат Пшеворский (с 1825)
- Фредерик Вильгельм (1779—1848), генерал польской армии, камергер российский и вице-губернатор Волынской губернии
- Владислав (род. в 1780-х)
- Кароль (1780—1818)
- Аделаида (род. в 1780-х)
- Елена (1783—1876), жена с 1807 года графа Станислава Адама Мнишека (1774—1846).